# Nasses Dreieck
Das Nasse Dreieck ist ein Wasserstraßendreieck und ein wichtiger Knotenpunkt für die Binnenschifffahrt bei Hörstel-Bergeshövede in der Region Tecklenburger Land. Bei km 108,35 des Dortmund-Ems-Kanal (DEK) zweigt der Mittellandkanal (MLK) nach Nordosten ab und durchquert die sogenannte Gravenhorster Schlucht zwischen dem Huckberg und dem Bergeshöveder Berg. Letzterer ist der nordwestliche Ausläufer des Teutoburger Waldes. 
Hinter dem Abzweig folgt in Richtung Norden nach rund einem Kilometer Entfernung die Schleuse Bevergern des DEK.
Unterhalb des Huckbergs liegt am Nordwestufer das Lokal „Am nassen Dreieck“ und die stillgelegte Schleuse Bergeshövede. Auf der Schleuseninsel steht ein roter Pavillon als Aussichtspunkt. Verschiedene Informationstafeln vermitteln anschaulich Wissenswertes zu den Kanälen, dem Kanalbau und den Sehenswürdigkeiten der Umgebung.
Am südlichen Kanalufer gegenüber des Abzweigs liegt der Kanalhafen Bergeshövede. Dort sind lokale Stationen der Wasserschutzpolizei und vom Wasserstraßen- und Schifffahrtsamt Westdeutsche Kanäle. Daneben besteht mit der Bunkerstation eine Versorgungsstelle für die Berufsschifffahrt und der Freizeitschifffahrt.
Am frühen Morgen des 16. September 1943 stürzte eine Avro Lancaster des No. 617 Squadron der Royal Air Force nach einem Angriff auf den Düker der Glane bei Ladbergen über dem Nassen Dreieck ab. Die Maschine, welche noch einen Ausleger eines Krans am Ufer des Nassen Dreiecks gestreift hatte, wurde kurz darauf aus dem Wasser geborgen.

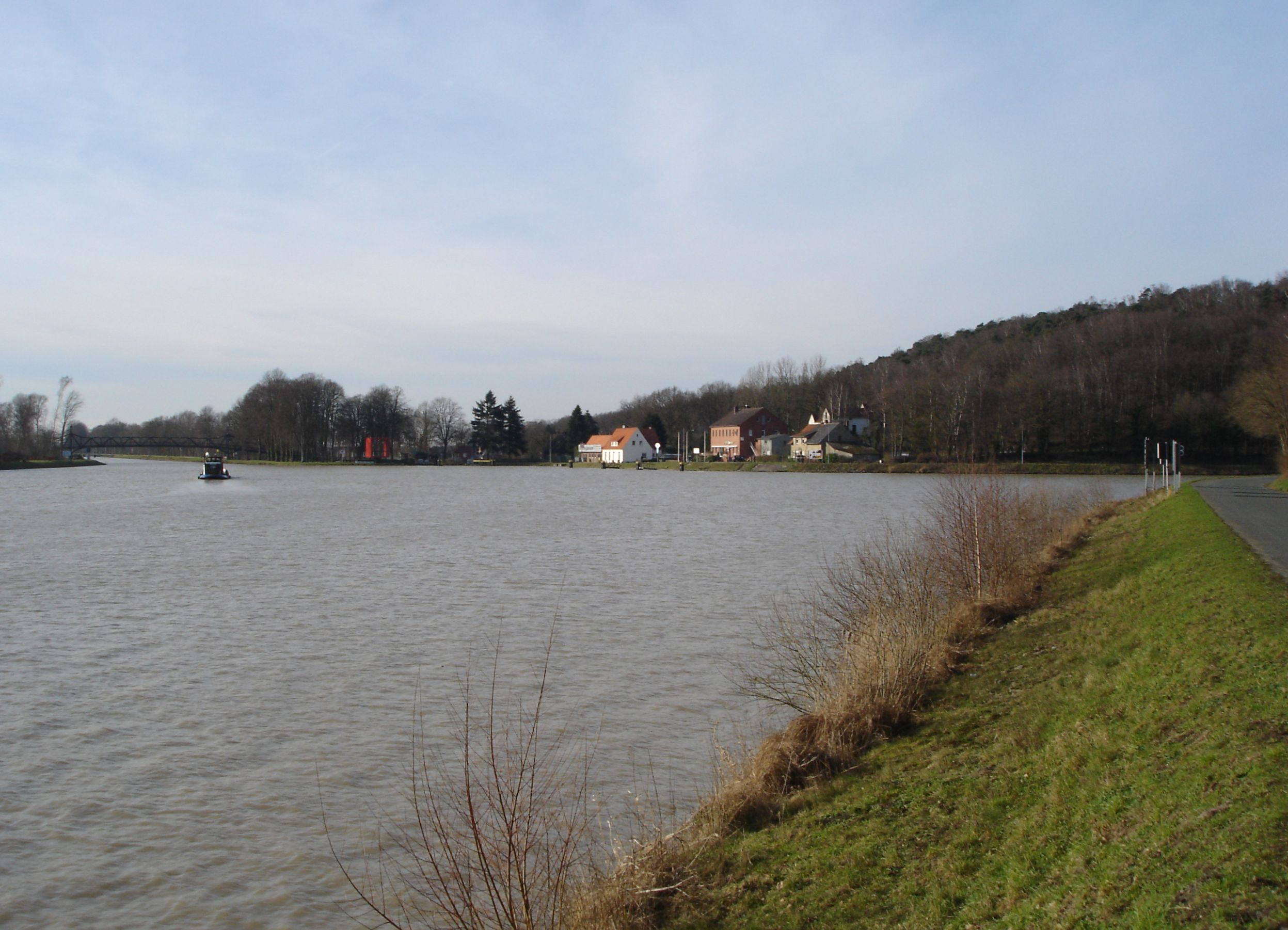
Blickrichtung Norden: Links der DEK, rechts die Abzweigung des MLK. Rechts im Hintergrund der Huckberg
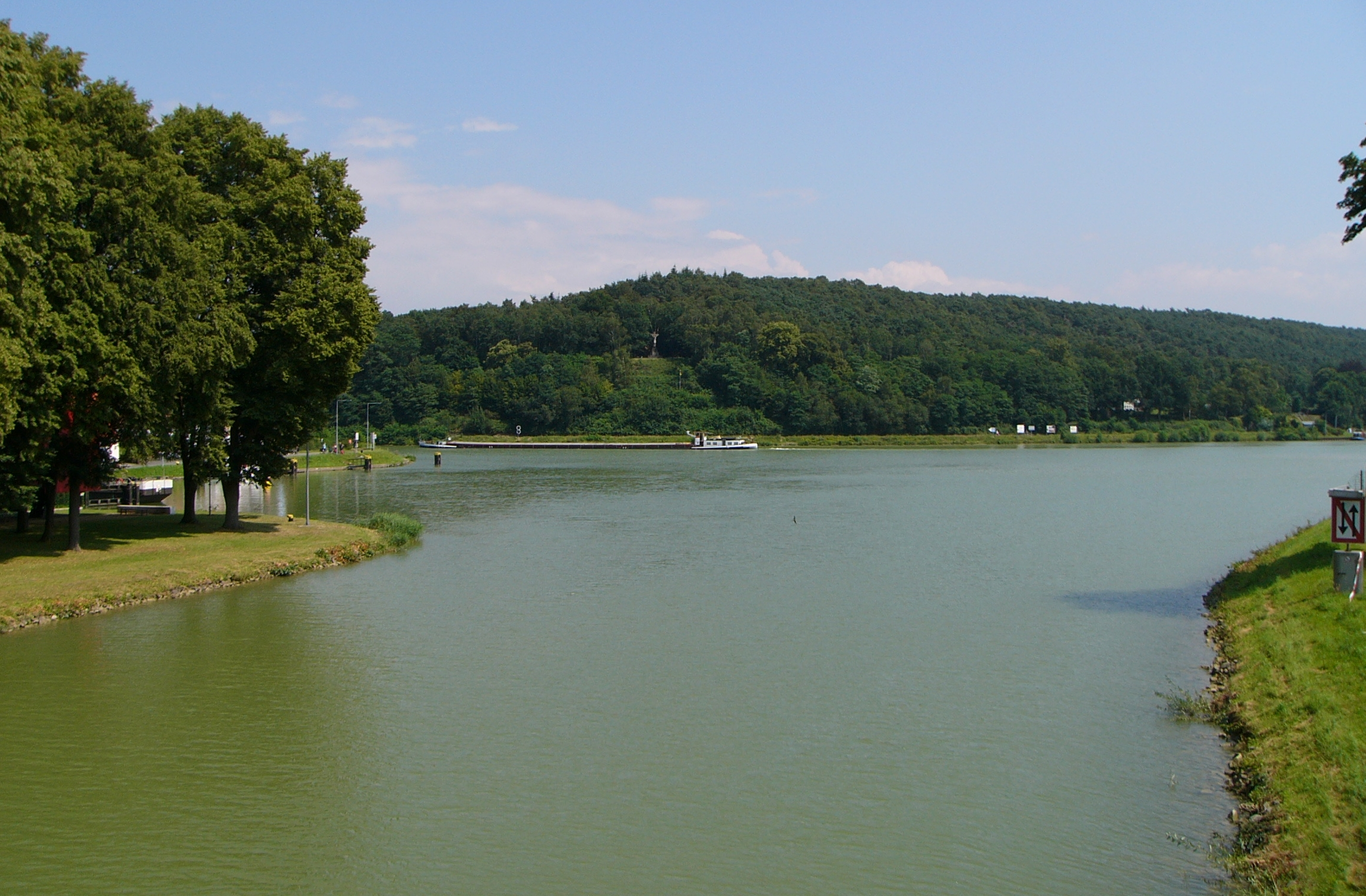
Blickrichtung Süden: Abzweig des MLK vom DEK am Nassen Dreieck, im Vordergrund nach rechts verlaufend der DEK, unterhalb des Kreuzes nach links der MLK. Im Hintergrund ist der Bergeshöveder Berg zu sehen.
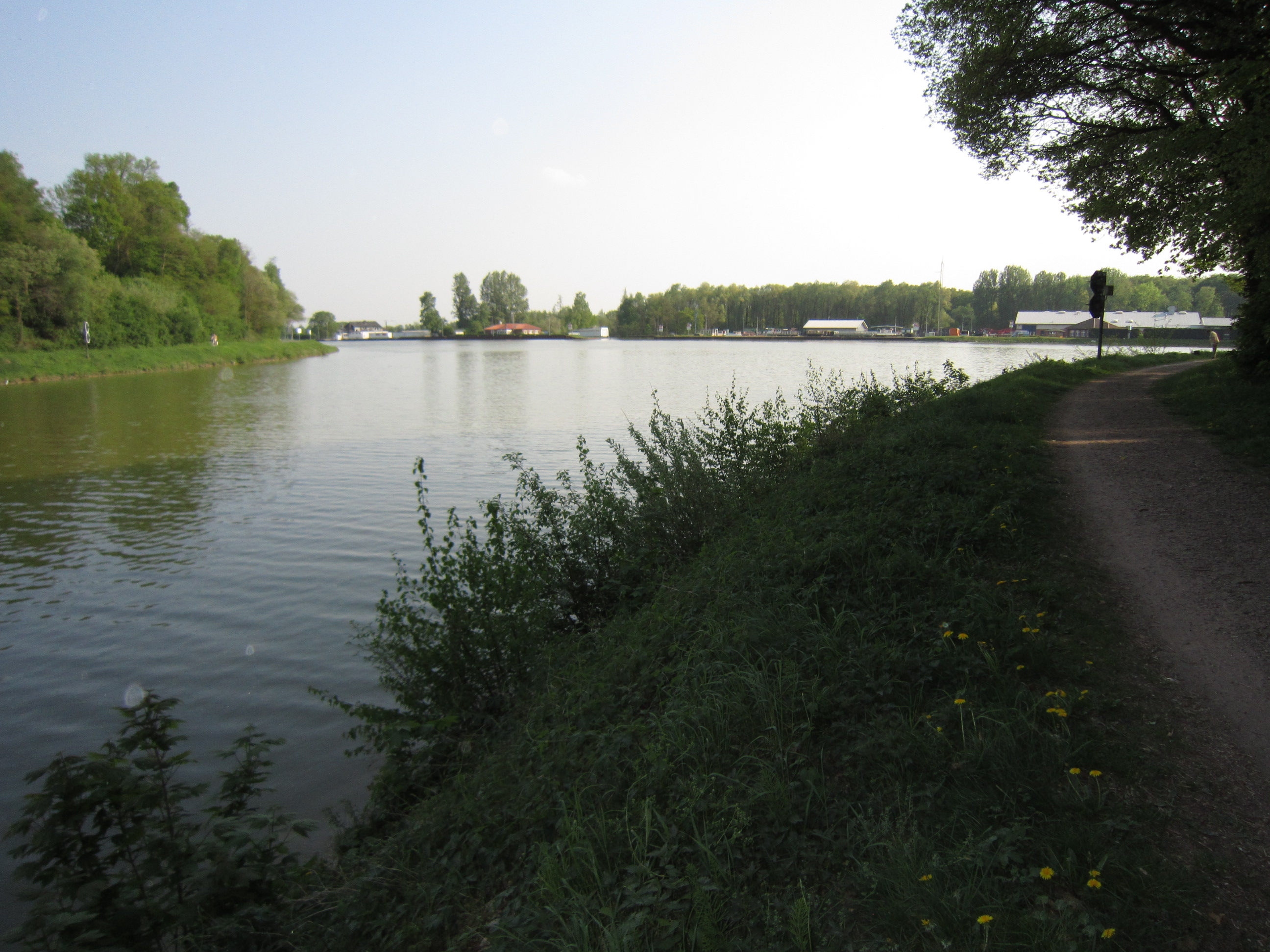
Blickrichtung Westen: Vorne der MLK, links und rechts der DEK. Im Hintergrund Bevergern